# Yesan FC
Yesan FC (kor. 예산 FC), klub piłkarski z Korei Południowej, z miasta Yesan, występujący w N-League (2. liga).
Klub zaczął życie pod nazwą Seosan Citizen w Sŏsan. W 2007 wystąpił w N-League jako Seosan Omega. W 2008 przeniesiono klub do Yesan.